# Монкорне (Арденны)
Монкорне́ (фр. Montcornet) — коммуна во Франции, находится в регионе Шампань — Арденны. Департамент — Арденны. Входит в состав кантона Ранве. Округ коммуны — Шарлевиль-Мезьер.
Код INSEE коммуны — 08297.
Коммуна расположена приблизительно в 200 км к северо-востоку от Парижа, в 100 км севернее Шалон-ан-Шампани, в 10 км к северо-западу от Шарлевиль-Мезьера.

## Население
Население коммуны на 2008 год составляло 267 человек.
| 1962 | 1968 | 1975 | 1982 | 1990 | 1999 | 2008 |
| ---- | ---- | ---- | ---- | ---- | ---- | ---- |
| 221  | 230  | 217  | 215  | 214  | 218  | 267  |

## Экономика
В 2007 году среди 162 человек в трудоспособном возрасте (15—64 лет) 135 были экономически активными, 27 — неактивными (показатель активности — 83,3 %, в 1999 году было 71,0 %). Из 135 активных работали 122 человека (61 мужчина и 61 женщина), безработных было 13 (8 мужчин и 5 женщин). Среди 27 неактивных 10 человек были учениками или студентами, 7 — пенсионерами, 10 были неактивными по другим причинам.

## Достопримечательности
- Руины замка Монкорне[фр.] (XI—XII века). Исторический памятник с 1926 года.[3]

## Фотогалерея

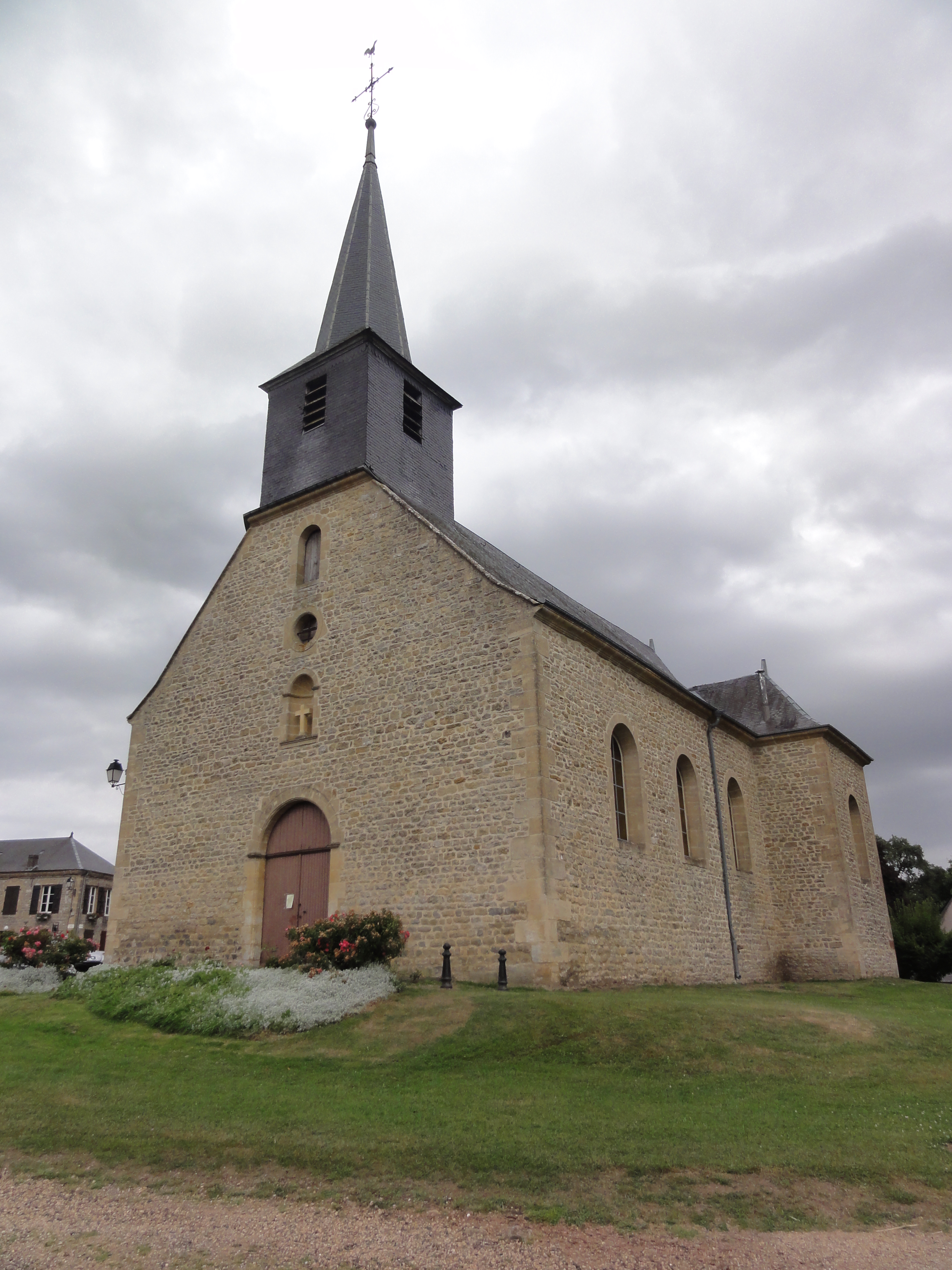
Церковь
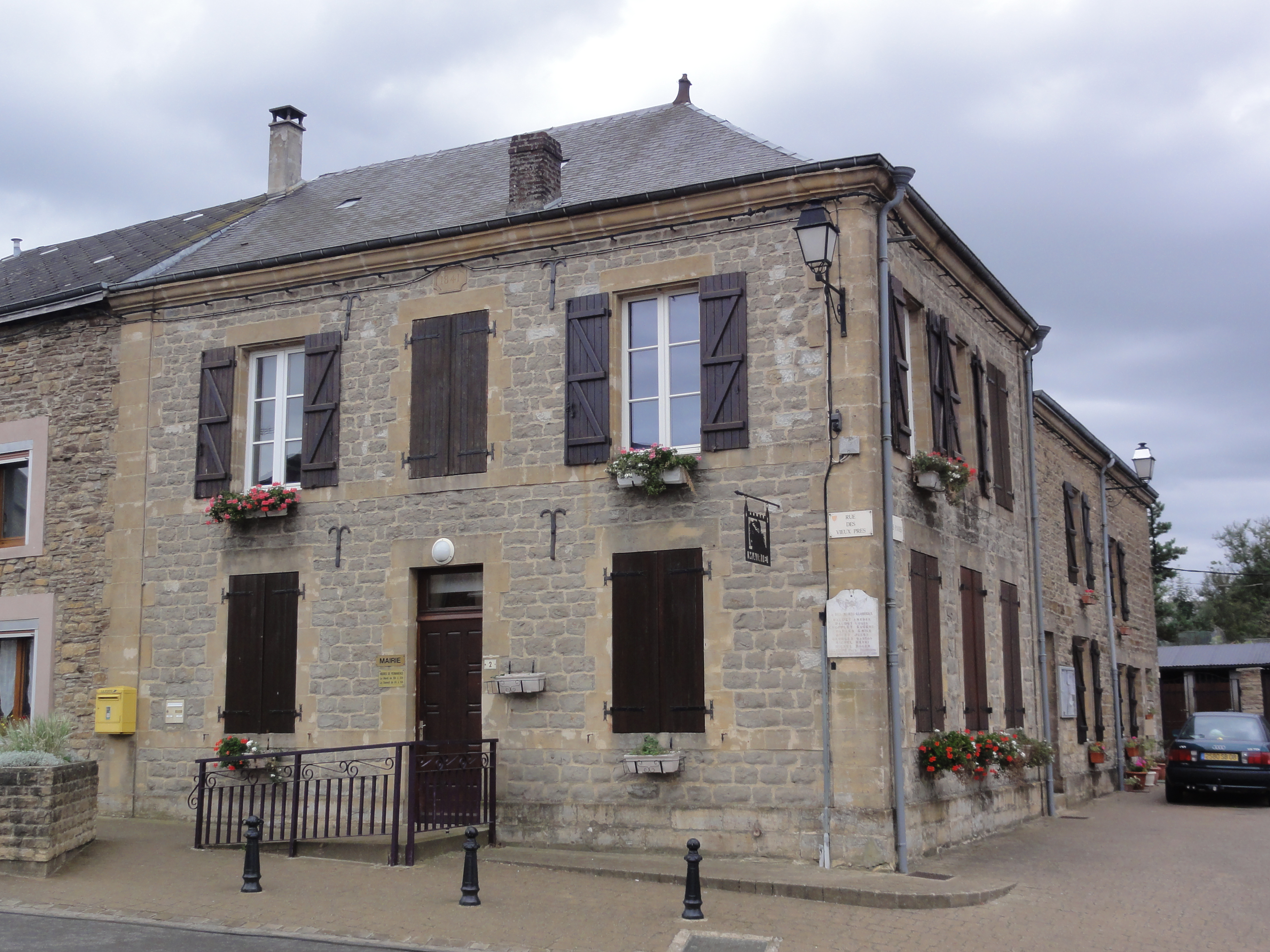
Мэрия
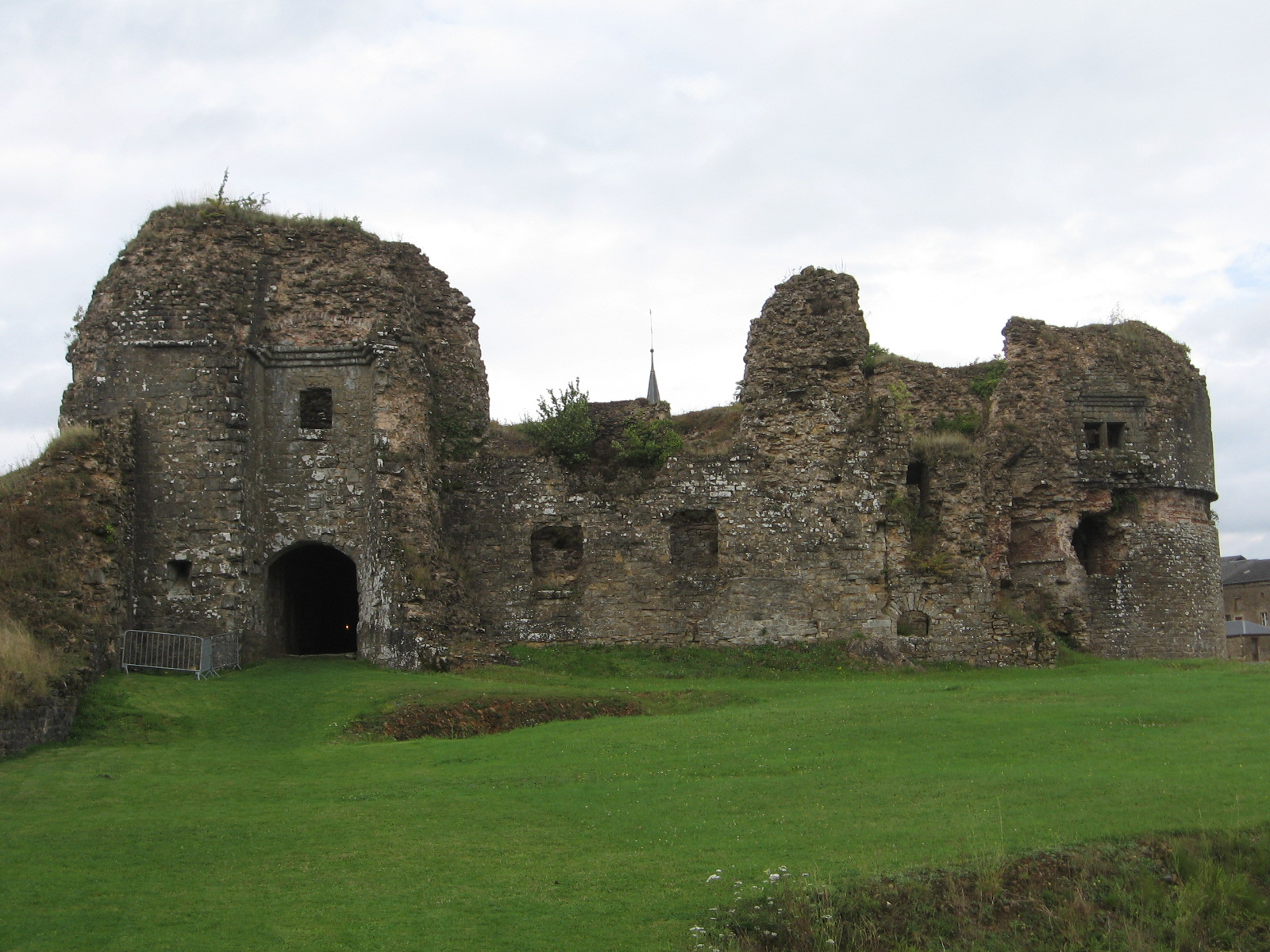
Руины замка Монкорне
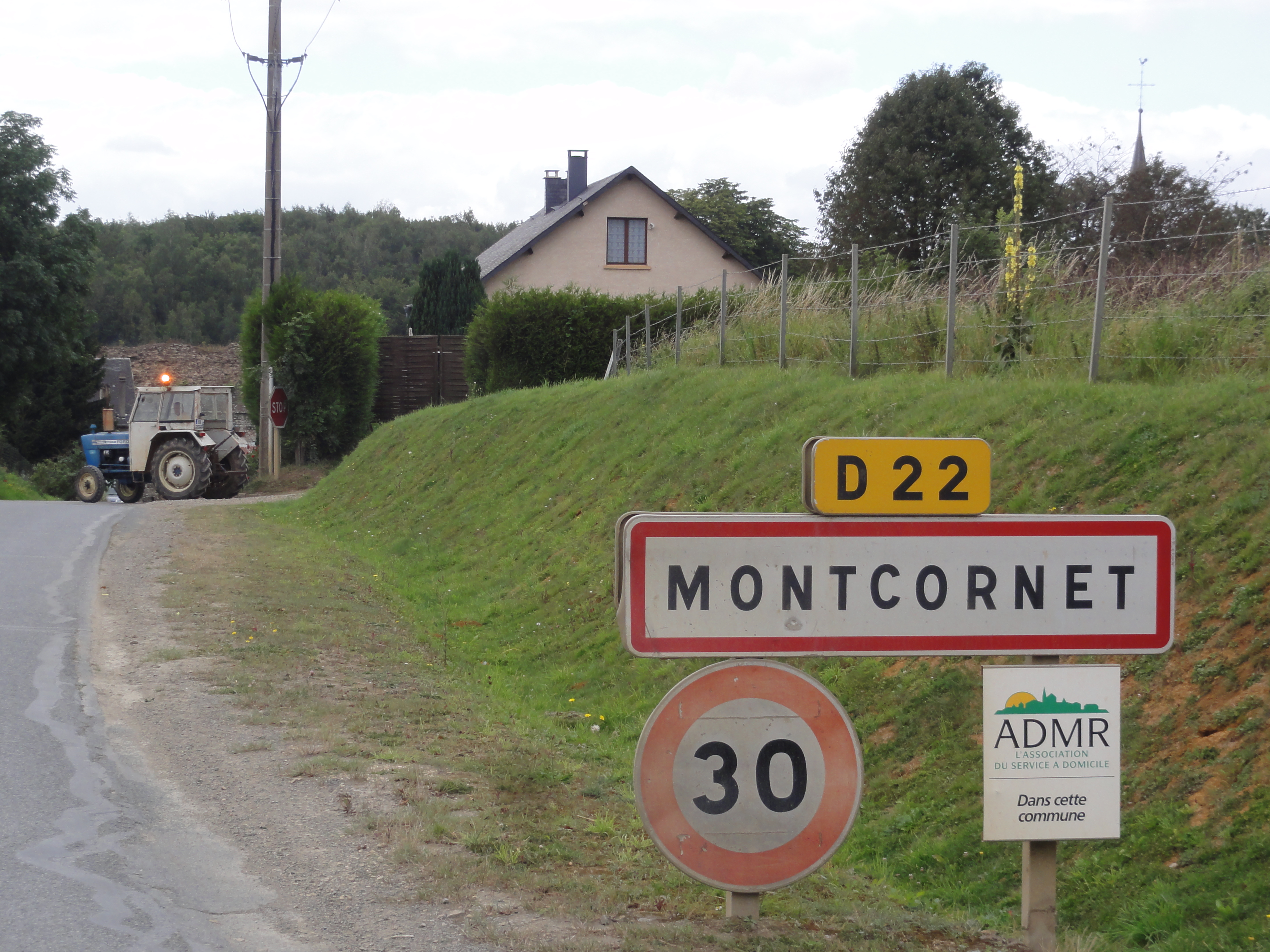
Въезд в Монкорне